# جونیچی ایناموتو
جونیچی ایناموتو (به ژاپنی: 稲本 潤) بازیکن فوتبال اهل ژاپن است.
که در تاریخ ۵ فوریه ۲۰۰۰ میلادی اولین بازی ملی‌اش را انجام داد. او در ۸۲ بازی ملی حضور داشت و آخرین بازی ملی خود را در تاریخ ۲۴ ژوئن ۲۰۱۰ میلادی انجام داد. و ۵ گل به ثمر رسانده است.